# راس حبيش (حبيش)

تعديل مصدري - تعديل

راس حبيش هي إحدى قرى عزلة جبل خضراء بمديرية حبيش التابعة لمحافظة إب، بلغ تعداد سكانها 976 نسمة حسب تعداد اليمن لعام 2004.